# 拉丹冈
拉丹冈（法語：Radinghem，法語發音：[ʁadɛ̃ɡɑ̃]）是法国上法蘭西大區加来海峡省的一个市镇，属于蒙特勒伊区。

## 地理
拉丹冈（50°32'49"N, 2°7'6"E）面积4.93 平方千米，位于法国上法蘭西大區加来海峡省，该省份为法国北部沿海省份，西北濒北海，南至索姆省，东临北部省。
与拉丹冈接壤的市镇（或旧市镇、城区）包括：欧丹克坦、弗吕日、旧库佩勒、马特兰冈、芒卡、桑利斯。
拉丹冈的时区为UTC+01:00、UTC+02:00（夏令时）。

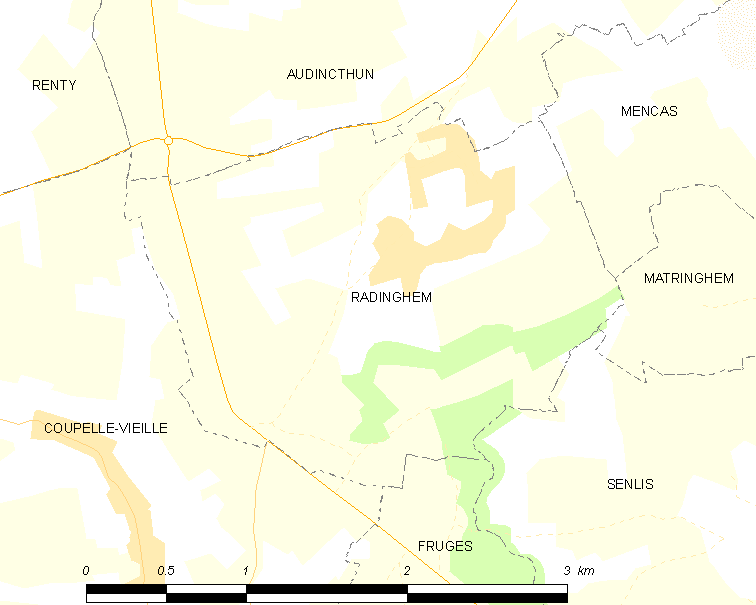
拉丹冈的OSM定位图

## 行政
拉丹冈的邮政编码为62310，INSEE市镇编码为62685。

## 政治
拉丹冈所属的省级选区为弗吕日县。

## 人口

1962-2008年间拉丹冈人口变化图示

拉丹冈于2022年1月1日时的人口数量为261人。